# Sebecai
Sebecai (alternativamente Sebekay ou Sebekāi) foi um antigo faraó egípcio durante o Segundo Período Intermediário. Por muito tempo, sua posição criou problemas e, na maioria das vezes, ele foi colocado na XIII dinastia. No entanto, a descoberta da tumba de um rei com o nome de Senebecai torna muito provável que Sebecai seja idêntico a este último e a escrita do nome Sebecai é apenas um erro ortográfico do nome.
Muito pouco se sabe sobre ele, já que seu nome é atestado apenas em uma presa de nascimento de madeira (varinha mágica) encontrada em Abidos e agora no Museu do Cairo (CG 9433 / JE 34988).

## Identidade
Desde a descoberta da varinha, vários egiptólogos tentaram identificar este rei com outros governantes do Segundo Período Intermediário. Stephen Quirke acreditava que "Sebecai" era um diminutivo de "Sejefacaré", que é o nome do trono de Cai-Amenemés, enquanto Jürgen von Beckerath considerou o nome uma forma abreviada do nome "Sobecotepe". Thomas Schneider apoia a hipótese de von Beckerath, especificando que o rei Sebecotepe provavelmente foi Sebecotepe II.
Uma hipótese mais radical veio de Kim Ryholt, que sugeriu a leitura “Cai do filho de Sebe”, dividindo de facto o nome “Sebe-cai” em dois faraós diferentes e, assim, preenchendo uma lacuna na Lista de Reis de Turim antes de Cai-Amenemés. Além disso, nesta reconstrução, o nome do último rei mencionado também deve ser considerado um patronímico e deve ser lido como "Filho de Cai, Amenemés", estabelecendo assim uma linha dinástica consistindo de três reis: Sebe, seu filho Cau e o filho deste último, Amenemés. A interpretação de Ryholt é considerada ousada e controversa por alguns egiptólogos.
Em 2014, em Abidos, uma equipe de arqueólogos descobriu a tumba de um rei até então desconhecido do Segundo Período Intermediário, chamado Senebecai. Foi sugerido que este governante e Sebecai podem ser a mesma pessoa.

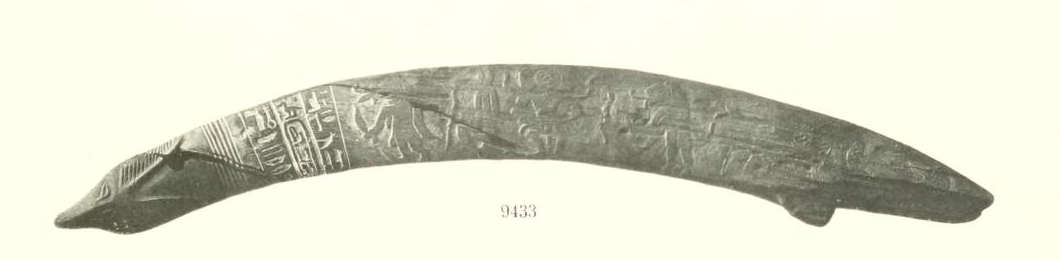
Visão completa da varinha de marfim. O nome de Sebecai está gravado no lado esquerdo.